# Rosana dos Santos Augusto
Rosana dos Santos Augusto, conosciuta semplicemente come Rosana (San Paolo, 7 luglio 1982), è un'ex calciatrice brasiliana, di ruolo attaccante.

## Carriera

### Club
Nella sua lunga carriera Rosana, dopo aver giocato nel campionato nazionale, si è trasferita in Europa, inizialmente nel campionato austriaco, dove con il Neulengbach si è laureata quattro volte Campione d'Austria e ha conquistato altrettante Coppe d'Austria, per poi giungere negli Stati Uniti d'America, dove con lo Sky Blue vince il campionato 2009 di Women's Professional Soccer, tornando in Europa per vestire le maglie di Olympique Lione, nel campionato francese, vincendo un titolo nazionale e la Coppa di Francia, e Avaldsnes, nel campionato norvegese. Negli ultimi anni di carriera gioca in Europa, Stati Uniti e Brasile, dove decide di ritirarsi dal calcio giocato nel 2018.

### Nazionale
In rosa con la nazionale brasiliana fin dal 2000, Rosana ha partecipato a quattro Olimpiadi, ottenendo come maggiore risultato due medaglie d'argento ad Atene 2004 e Pechino 2008, sconfitta in entrambe le finali dagli Stati Uniti, e quattro Mondiali, ottenendo un secondo posto a Cina 2007, sconfitta in finale dalla Germania.
A queste si sommano le vittorie nel campionato sudamericano, nelle edizioni di Ecuador 2010 ed Ecuador 2014 e le due medaglie d'oro ai Giochi panamericani di Santo Domingo 2003 e Rio de Janeiro 2007, più un Argento all'edizione di Guadalajara 2011.

## Palmarès

### Club

#### Competizioni nazionali
- Campionato austriaco: 4

Neulengbach: 2004-2005, 2005-2006, 2006-2007, 2007-2008
- Women's Professional Soccer: 1

Sky Blue: 2009
- Campionato francese: 1

Olympique Lione: 2011-2012
- Coppa d'Austria: 4

Neulengbach: 2004-2005, 2005-2006, 2006-2007, 2007-2008
- Coppa di Francia: 1

Olympique Lione: 2011-2012
- Copa Libertadores Femenina: 1

São José: 2014

#### Competizioni internazionali
- UEFA Women's Champions League: 1

Olympique Lione: 2011-2012
- Campionato internazionale femminile per club: 1

São José: 2014

### Nazionale
- Campionato sudamericano femminile di calcio: 3

2003, 2010, 2014
- Torneio Internacional de Futebol Feminino: 3

2013, 2014, 2015
- Giochi panamericani: 2

Santo Domingo 2003, Rio de Janeiro 2007